# Phippsia (plant)
Phippsia is een geslacht uit de grassenfamilie (Poaceae). De soorten van dit geslacht komen voor in Europa, Azië en Amerika.